# شیلا تری
شیلا تری (انگلیسی: Sheila Terry؛ ‏ ۵ مارس ۱۹۱۰ – ۱۹ ژانویهٔ ۱۹۵۷) بازیگر اهل ایالات متحده آمریکا بود.
از فیلم‌هایی که وی در آن‌ها نقش داشته‌است، می‌توان به همایش در شهر، شهردار جهنم، ابوالهول، ۲۰۰۰۰ سال در سینگ سینگ، مادام باترفلای، فراری از گروه مجرمان، سه نفر با یک کبریت، نغمه‌های شهر بزرگ و ازدواج آخر هفته اشاره نمود.